# Pisae

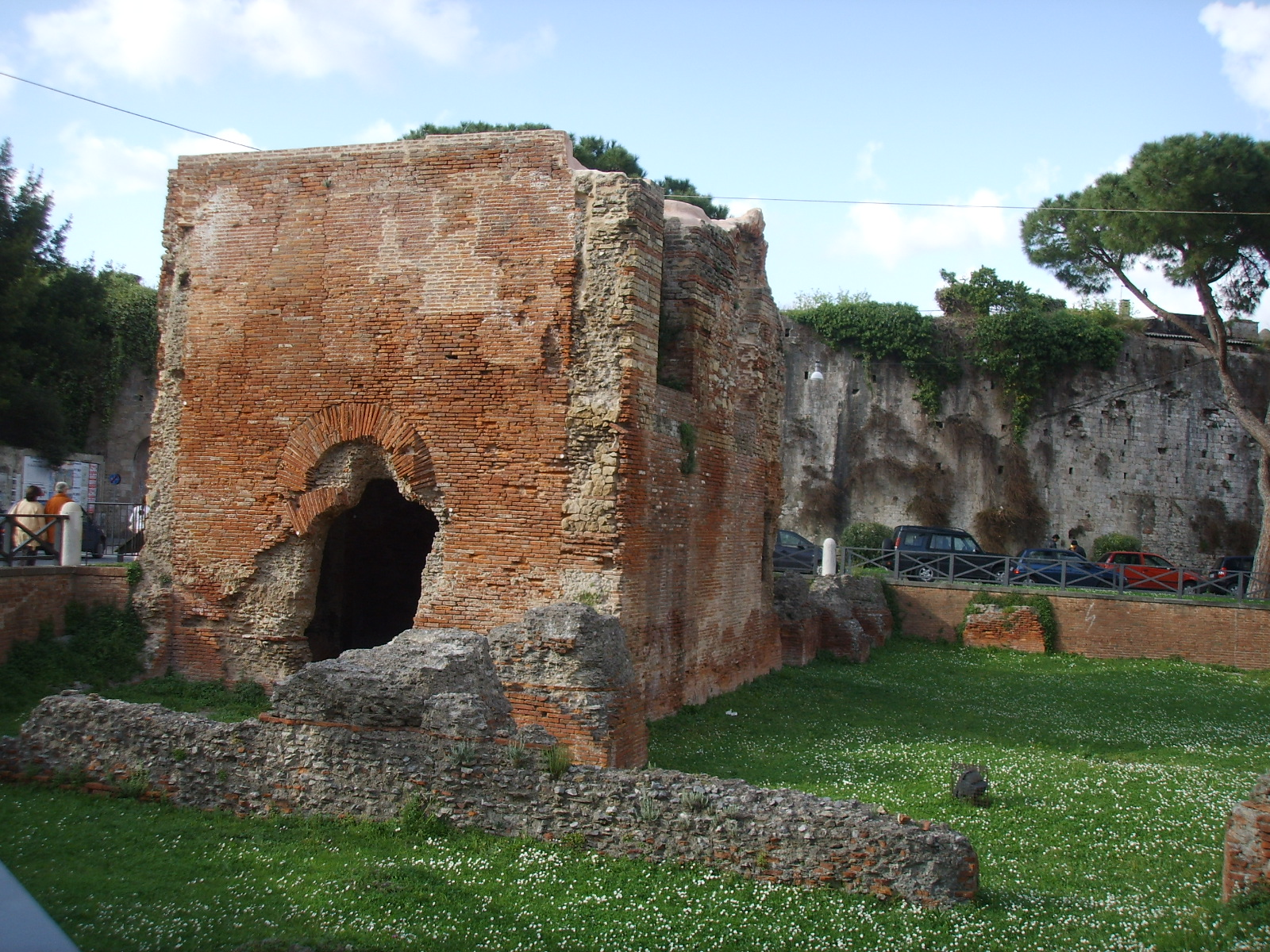
Reste römischer Thermen in Pisa

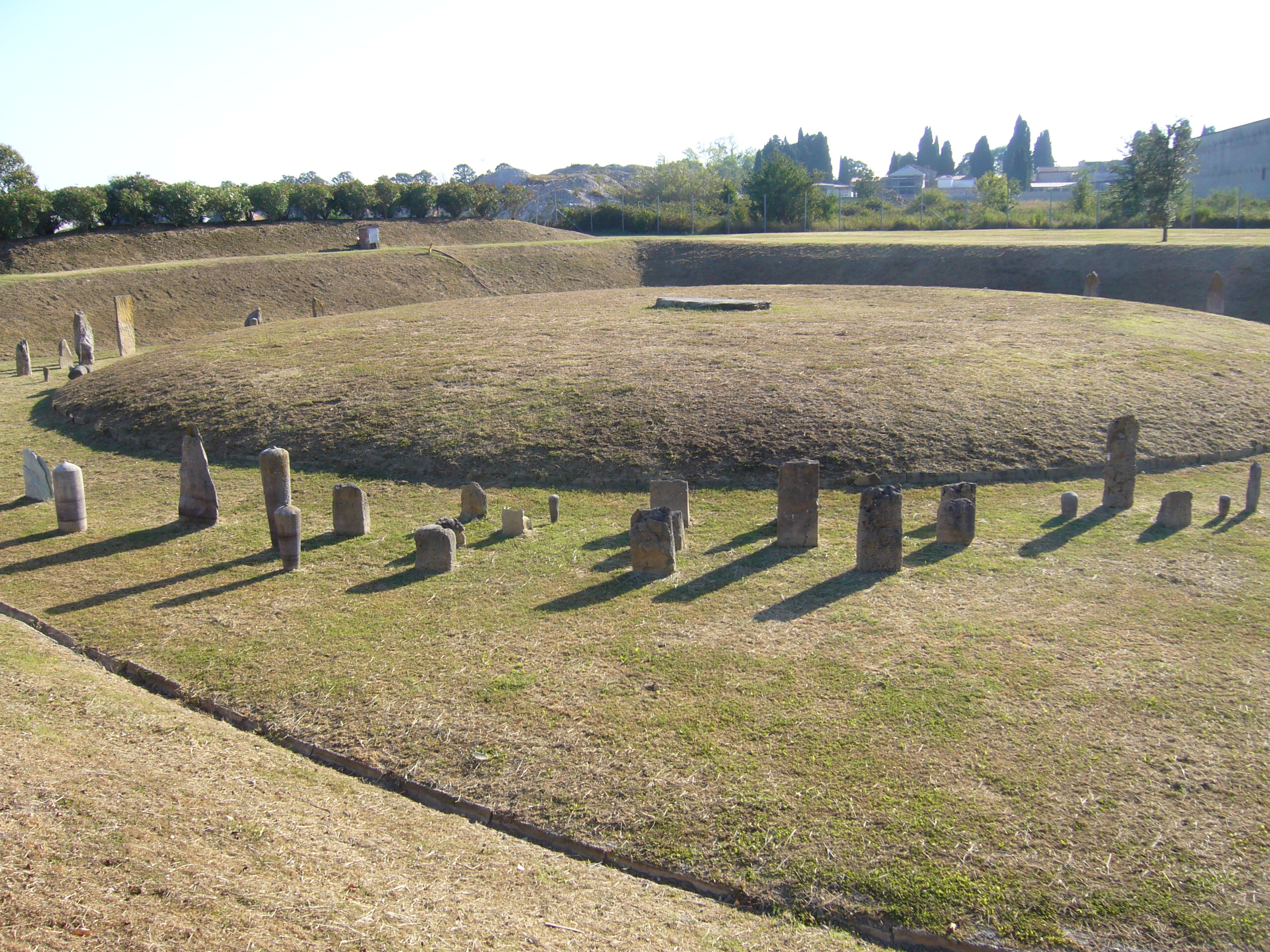
Die Tomba del Principe

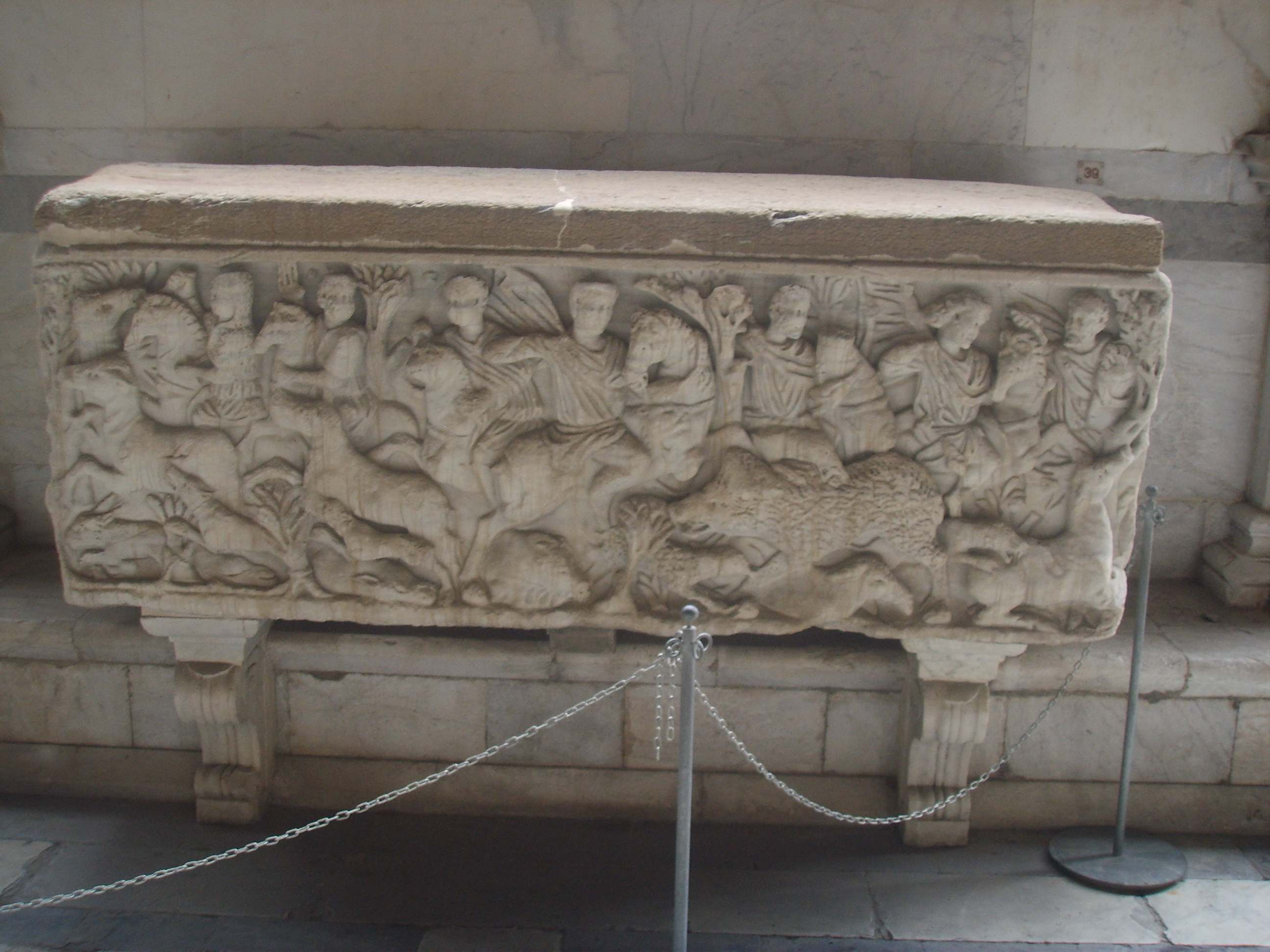
Römischer Sarkophag im Camposanto, Pisa

Pisae ist der antike lateinische Name von Pisa in Italien, das in griechischen Quellen Πίσαι (Pisai) oder Πείσαι (Peisai) genannt wurde. Der Ursprung des Namens ist unsicher.

## Geschichte
Pisae war eine bedeutende antike Hafenstadt zwischen dem Arno und dem Serchio (der heute seinen Lauf geändert hat), im Norden der Toskana nur einige Kilometer vom Meer entfernt gelegen.
Aus dem Stadtgebiet gibt es Reste bronzezeitlicher Bebauung. Zahlreiche Denkmäler belegen, dass Pisa eine etruskische Stadt war. Etwas nördlich der Stadt befand sich ein etruskischer Friedhof. Die dort ausgegrabene Tomba del Principe ist ein großer etruskischer Tumulus, der ins 7. Jahrhundert v. Chr. datiert. Antiken Schriftquellen zufolge wurde die Stadt von Griechen aus dem Peloponnes, von Ligurern oder von Etruskern gegründet. Eine etruskische Eroberung der Stadt wird in schriftlichen Quellen erwähnt. In den Ligurerkriegen der Jahre 238 bis 236 v. Chr. war Pisae eine eigenständige Stadt, die den Römern freundlich gesinnt war. Im Zweiten Punischen Krieg benutzten die Römer im Jahr 218 v. Chr. den Hafen. Ab 195 v. Chr. war die Stadt ein römischer Stützpunkt vor allem im Kampf gegen die Ligurer. Im Jahr 193 v. Chr. wurde die Stadt sogar von ligurischen Banden belagert, jedoch von den Römern befreit. Im Jahr 180 v. Chr. trat Pisae einen Teil seines Gebietes zur Gründung der Kolonie Luca ab und wurde selbst zur Kolonie, 89 v. Chr. wie alle italischen Städte zum Municipium. Unter Kaiser Augustus erhielt die Stadt den Namen Colonia Obsequens Iulia Pisana. Die Ländereien der als Hafen wichtigen Stadt waren ein bedeutender Holzlieferant für den Schiffbau. Aus der Kaiserzeit sind diverse offizielle Inschriften bekannt. Eine Bauinschrift nennt Kaiser Antoninus Pius. Ansonsten wird Pisae in der Kaiserzeit nur bei Geografen, nicht bei Historikern erwähnt.

## Bauten

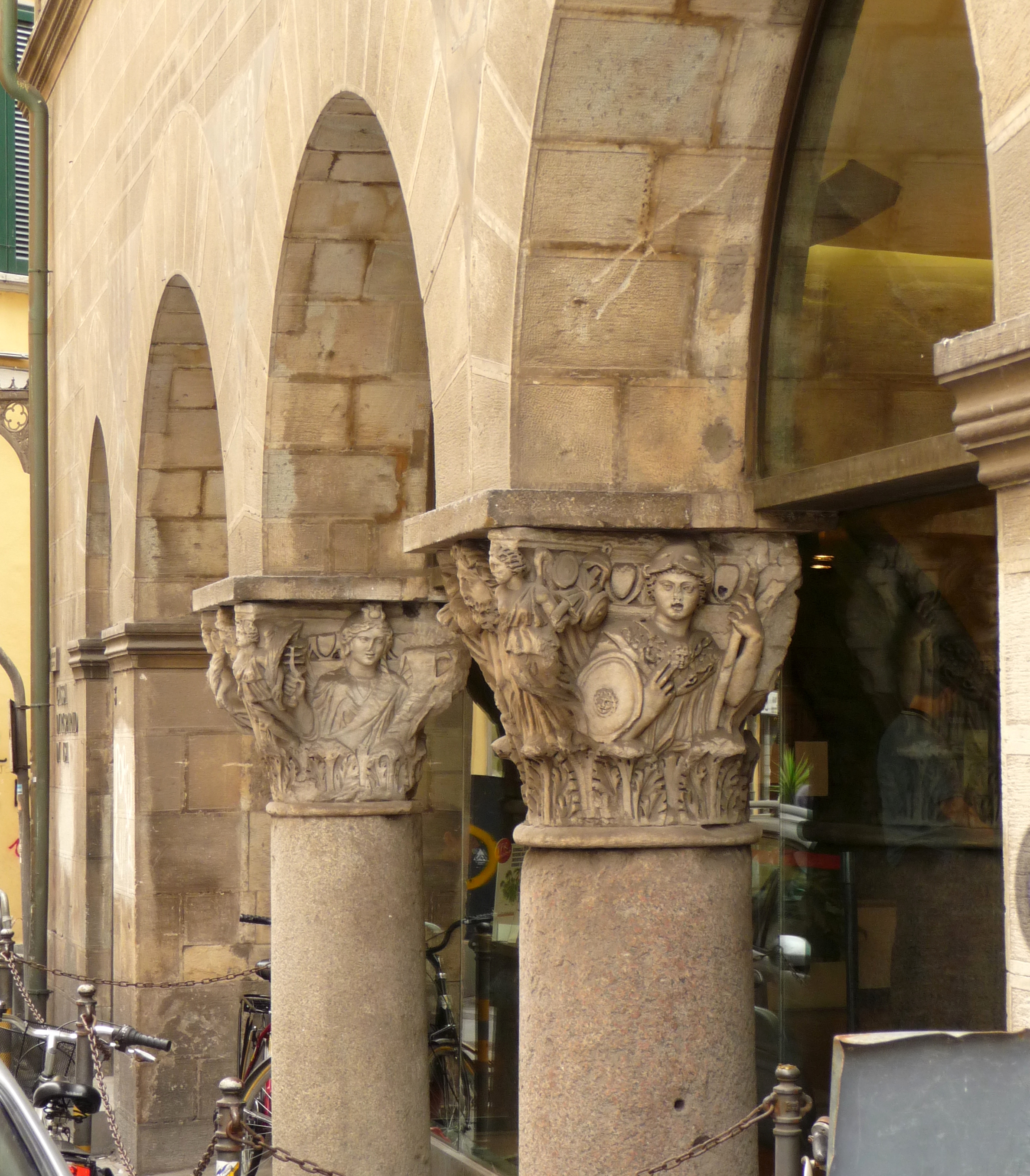
Säulenkapitelle von einem Isis und Serapis-Tempel

Wenig ist von der antiken Stadt, die einst in etwa ein Rechteck bildete, erhalten. Unter der Piazza dei Cavalieri kann das Forum vermutet werden. Ein Forum wird auch inschriftlich erwähnt. Hier stand auch ein Augusteum, ein dem Kaiserkult dienendes Heiligtum des Augustus. Bei der Via S. Zeno stand ein Theater. Nördlich der antiken Stadtmauer stand ein Bad, das zum Teil ausgegraben ist und dessen Ruinen noch heute zum Teil erhalten sind. An mehreren Stellen der Stadt sind Reste von Häusern gefunden worden. Es fanden sich im Stadtgebiet diverse Mosaiken. Nördlich vom Serchio lag das auch inschriftlich bekannte Amphitheater und ein Tempel der Vesta. Aus der Regierungszeit von Kaiser Valentinian II. stammt ein Meilenstein. Etwas außerhalb der antiken Stadt fanden sich über ein Dutzend antiker Boote, die dort im Serchio versunken sind. Hier befand sich der Hafen der Stadt. Aus Inschriften ist der Kult des Merkur, der Bona Dea und der Fortuna Primigenia bezeugt, wobei die Inschriften auf Privatkulte und nicht unbedingt auf Tempelbauten hinweisen. In der ehemaligen Kirche Santi Felice e Regolo finden sich zwei Säulenkapitelle verbaut. Eines von ihnen zeigt Isis, Serapis und Harpokrates, das andere Jupiter, Minerva und Mercurius. Die Kapitelle mögen von einem Tempel stammen.
Verschiedene Nekropolen sind bekannt. Bei der Porta a Lucca befand sich ein archaischer Friedhof. Weitere Friedhöfe gab es an der Porta a Mare und bei S. Giovanni al Gatano. Im Camposanto Monumentale, der mittelalterlichen Friedhofsanlage, befinden sich über 80 zum Teil reich mit Reliefs dekorierte antike Sarkophage.